# Hermunduren

Karte der germanischen Stämme um 50 n. Chr. mit Angabe des Siedlungsgebietes der Hermunduren

Die Hermunduren waren ein germanischer Volksstamm, der zur Gruppe der Elbgermanen (Herminonen) zählt und am Oberlauf der Elbe siedelte. Die Römer rechneten sie zur großen Stammesgruppe der Sueben und bezeichneten sie als treu ergebene Freunde der Römer. In Nachbarschaft zu den Hermunduren siedelten nach Tacitus die Narister, Markomannen und Quaden.

## Römische Kaiserzeit
Vermutlich im Jahr 3 v. Chr. wurden Teile der Hermunduren durch den römischen Oberbefehlshaber Lucius Domitius Ahenobarbus in das von den Markomannen verlassene Gebiet am Main umgesiedelt. Sie gerieten unter die Oberhoheit des markomannischen Königs Marbod. Im Jahr 5 n. Chr. standen sie im Zuge des immensum bellum einem römischen Heer unter Tiberius an der Elbe gegenüber, ohne dass es jedoch zu Kämpfen kam. Nach dem Krieg mit Arminius (17 n. Chr.) wurde Marbod vom Goten Katualda gestürzt und ging daraufhin ins römische Exil.
Für 51 n. Chr. sind Kämpfe an der Donau belegt, in denen die Hermunduren unter ihrem Fürsten Vibilius den Usurpator Katualda stürzten. Im Jahre 58 n. Chr. wird von einem hermundurischen Sieg über die Chatten in der legendären Salzschlacht berichtet, in der es wahrscheinlich um die Salzquellen an der Werra oder der Saale ging. Zuletzt erhält man 166 n. Chr. bis 180 n. Chr. Kenntnis von der Teilnahme der Hermunduren an den Markomannenkriegen auf Seiten der aufständischen Markomannen und Quaden gegen Marcus Aurelius.

## Archäologie

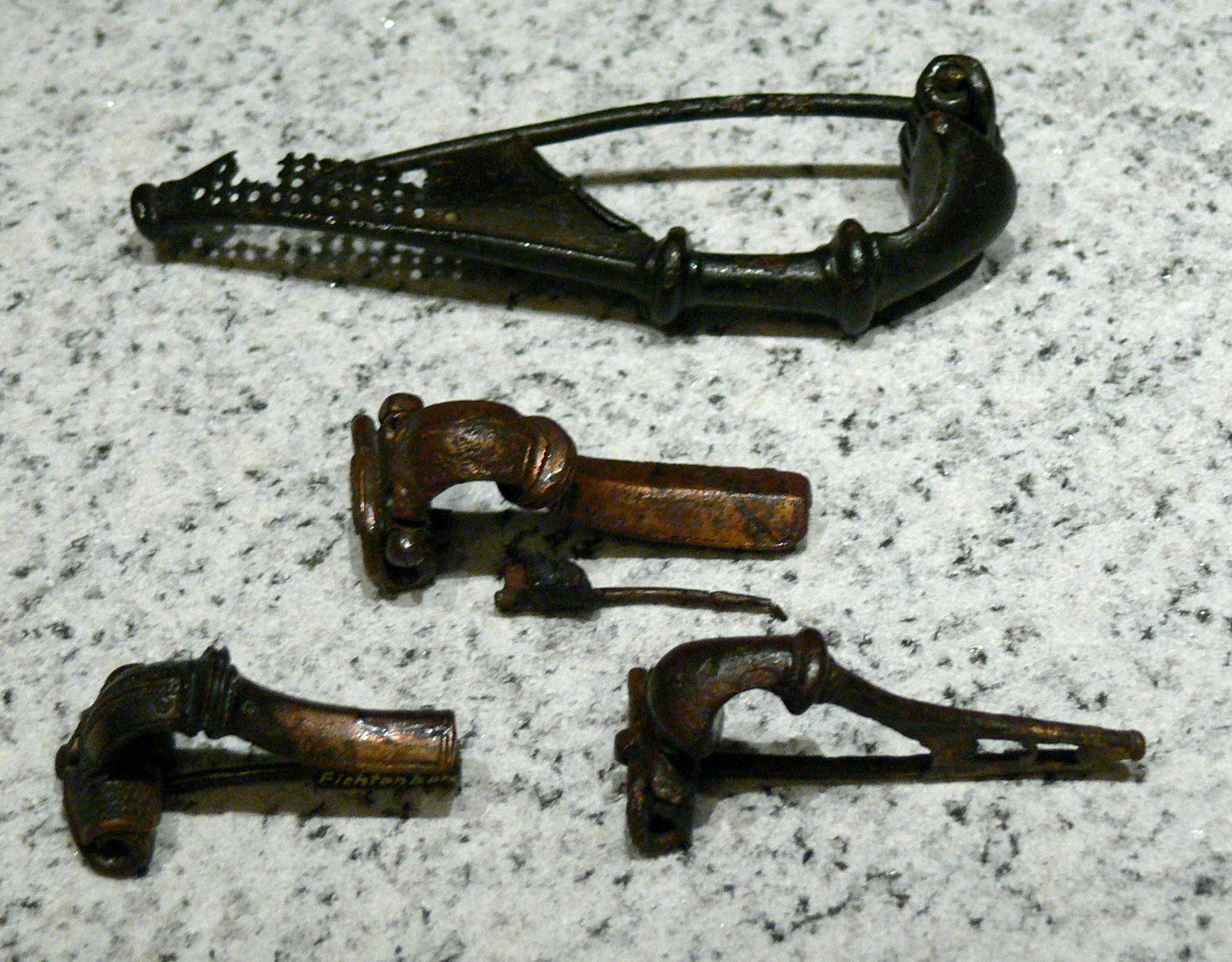
Hermundurenfibeln (1. Jahrhundert n. Chr.) aus Fichtenberg/Elbe

In Thüringen wurden archäologische Funde elbgermanischer Provenienz, wie die von Fibeln, eisernen Waffen, Terrinen, Schalenurnen und rädchenverzierten Keramikteilen bislang zumeist als hermundurisch gedeutet. Man nahm an, dass die Hermunduren von der Elbe her allmählich nach Süden und Südwesten einwanderten und die dort siedelnden Kelten über den Thüringer Wald abdrängten, sofern sie sich nicht mit ihnen vermischten.
Bei Großromstedt in Thüringen wurde ein großes germanisches Brandgräberfeld der späten vorrömischen Eisenzeit (2. Hälfte des 1. Jahrhunderts v. Chr.) und der frühen Römischen Kaiserzeit entdeckt und in den Jahren von 1907 bis 1913 ausgegraben. Es ist für die Großromstedter Kultur, die in der älteren Forschung mit den Hermunduren verbunden wurde, namensgebend geworden.

## Hermunduren und Thüringer
Etwa 300 Jahre bestehen keine Nachrichten über das Gebiet, so dass mit einiger Berechtigung angenommen werden muss, dass die Hermunduren abwanderten. Im 4./5. Jahrhundert n. Chr. wanderten Angeln und Warnen von Norden her in das ehemalige Siedlungsgebiet der Hermunduren ein. Auch aus anderen Gegenden kamen neue Stämme in dieses Gebiet, die später den Stammesverband der Thüringer bildeten. Noch um 800 wurde das von den fränkischen Besatzern aufgezeichnete Gesetzeswerk der Thüringer als Lex Angliorum et Werinorum hoc est Thuringorum bezeichnet.
Die lange Zeit angenommene Kontinuität zwischen den Hermunduren und den späteren Thüringern wird in der neueren Forschung angezweifelt. Die Hermunduren seien in den Quellen nur rechts der Elbe und im Donauraum fassbar, jedoch nicht im Raum des heutigen Freistaates Thüringen und nicht in den Kerngebieten des völkerwanderungszeitlichen Königreiches. Demnach befände sich der Stamm der Hermunduren allenfalls an der äußersten Peripherie der Räume, die später als „thüringisch“ bezeichnet werden. Stammeszugehörigkeiten oder -abhängigkeiten der Träger elbgermanischen Materials in Mitteldeutschland links der Elbe, vor allem im thüringischen Raum vor der Etablierung des Reiches der Thüringer, seien daher als nicht überliefert anzusehen.